# Miskhor (cràter)
Miskhor és un cràter sobre la superfície de (951) Gaspra, situat amb el sistema de coordenades planetocèntriques a 15 ° de latitud nord i 65.9 ° de longitud est. Fa un diàmetre de 0.5 km. El nom va ser fet oficial per la UAI l'any 1994 i fa referència a Miskhor, una ciutat a Crimea amb balneari.